# Islas Fletcher
Las islas Fletcher es un pequeño archipiélago que está a 6 millas al oestesuroeste (WSW) del cabo Gray en la este de la bahía Commonwealth, están situadas en las coordenadas 66°53′S 143°05′E / -66.883, 143.083. 
Las islas Fletcher fueron descubiertas por la Expedición Australiana Antártica (AAE) de 1911-1914, bajo la dirección de Douglas Mawson, quien las bautizó con el nombre Fletcher, como a la isla más grande del grupo. El Comité Consultivo sobre Nomenclatura Antártica de los Estados Unidos (EE.UU-ACAN) recomienda el nombre de Fletcher para la isla y el archipiélago de acuerdo con la interpretación mostrada por G.D. Blodgett en 1955, mapa compilado mediante fotografías aéreas tomadas por la Armada de los Estados Unidos (USN), en la Operation Highjump de 1946-1947.

## Reclamación territorial
Las islas son reclamadas por Australia como parte del Territorio Antártico Australiano, pero esta reclamación está sujeta a las disposiciones del Tratado Antártico.